# 張穆 (清朝)
張穆（1805年—1849年），名瀛暹，字誦風，一字碩州，號石舟，山西平定人。清朝史地学家。

## 生平
祖父张佩芳，官寿州、泗州知州，曾纂修《歙县志》、《黄山志》。父張敦頤官殿試收掌官。生于嘉慶十年（1805年），十一歲丧母，由继母李氏抚养。次年，张父暴病逝于浙江建德县海面舟中。師從浙江萧山师爷吴实，道光十二年（1832年），以優貢考入正黃旗教習。道光十九年順天鄉試時，因喝酒被監考官誣稱作弊，從此棄絕舉業，與龚自珍、魏源、何绍基、徐继畬等友好，是個理學家。道光二十三年（1844年），主编《连筠簃丛书》，由杨墨林资助出版。程春海在《送張石州歸里》詩稱：“逸是凌參塘，清眄微水鏡。朱邸筵不赴，書窟臥以啄。”一生致力于西北边疆地理和蒙古史研究。卒于道光二十九年（1849年），年四十五岁。
著有《㐆斋诗集》、《蒙古遊牧記》十六卷、《潛丘年譜》、《叢書集成》、《張佩芳年譜》、《張泗州事輯》、《會稽莫公事略》、《顧亭林閻若璩年譜》、《歷代沿革地圖》、《唐兩京城坊考》、《連筠移叢書》、《小方壺輿地叢》、《崑崙異同考》、《俄羅斯事補輯》等。为（元）元好问《遺山先生集》道光重刊本作序。